# Escadron d'hélicoptères 01.044 Solenzara
L’escadron d’hélicoptéres 01.044 Solenzara est une unité de l'armée de l'air française équipée d’hélicoptères Sud-Aviation SA330 Puma. Elle est stationnée sur la Base aérienne 126 de Ventiseri-Solenzara "Capitaine Preziosi" dans le département de la Haute-Corse.

## Histoire
L'escadron d'hélicoptères Solenzara est créé en novembre 1988 sous le sigle 06.067, mais la présence d'hélicoptères sur la base aérienne 126 est beaucoup plus ancienne, puisque dès 1964, année charnière de la restructuration des unités d'hélicoptères de l'armée de l'air à la fin de la guerre d'Algérie, deux Sikorsky H-34 sont mis en place sur le site, avec des MD 312 Flamant, au sein de l'escadrille de liaisons aériennes et de sauvetage (ELAS) 1/44, rattachée à l'époque à l'ELA 44 "MISTRAL" basée à Aix-les-Milles.
Les MD 312 seront successivement remplacés par des Nord 2501 Noratlas, puis des Nord 262. Un MH 1521 Broussard assurera quant à lui les liaisons locales.
L'escadrille prend le nom de baptême de Solenzara en décembre 1968.
En 1975, les Puma remplacent les H34 retirés du service. Une Alouette III vient à la même époque renforcer l'unité.
En 1983, l'escadrille n'a plus que des Broussard et des hélicoptères ; elle devient ETS 1/44 (escadrille de transport et de sauvetage).
En 1988, au retrait de service des Broussard, l'escadrille rompt définitivement ses liens avec la « maison-mère » d'Aix-les-Milles et devient l'Escadron d'hélicoptères 06.067 Solenzara, tout en conservant l'insigne de l'ETS 1/44. L'Alouette III est alors transférée au CIEH.
L'escadron se spécialise à partir de 1990 dans la recherche et le sauvetage sur terre et surtout en mer, grâce au tout nouveau Puma SAR capable d'effectuer des récupérations maritimes de nuit. Depuis cette époque, l'unité se distingue régulièrement lors de sauvetages diurnes et nocturnes « aux limites », tant au profit de pilotes éjectés que de marins en détresse en mer Tyrrhénienne. L'escadron est également un acteur majeur des évacuations sanitaires vers le continent, ordonnées par les SAMU des deux départements corses. Il sera tout particulièrement sollicité lors du drame de Furiani en mai 1992 et la capacité de ses appareils à se poser directement dans le stade permettra de gagner un temps précieux dans la prise en charge des centaines de blessés qui devront être évacués ce soir là.
Enfin, l'unité est engagée dans la lutte contre les feux de forêts estivaux que subit régulièrement la Corse.
En 2008, l'escadron est doté des AS 332 Super-Puma de l'EH 05.067 Alpilles et prend dès lors l'alerte SAR OACI au profit de la zone sud-est. Les Puma sont transférés à l'EH 01.067 Pyrénées.
À l'été 2009, l'ET 01.044 Mistral étant dissous, l'escadron Solenzara retrouve son numéro mécanographique de naissance en devenant l'EH 01.044.
Plus petite et plus jeune unité d'hélicoptères de l'armée de l'air, l'EH 01.044  se voit alors confier, en plus de la SAR OACI, la mission de transformation des équipages sur Super-Puma. Ceux-ci possèdent un palmarès très étoffé en missions de service public. Ainsi, le 12 octobre 2009, dans des conditions météorologiques très dégradées, le Super Puma d'alerte contribue de manière décisive au sauvetage de six personnes dont l'avion avait effectué un amerrissage de détresse au large de Porto.
Depuis l'été 2016, le Super-Puma est retiré de l'armée de l'air (à l'exception de la version VIP mise en œuvre à l'Escadron de transport 60) et l'unité est de nouveau dotée de Puma. Il est prévu que l'escadron en gérera une douzaine, dont six en permanence basé en Corse. La montée en puissance du Puma permettra de faire du Solenzara un escadron tactique, capable d'être engagé en opérations extérieures, en plus de sa mission de SAR.
Le 10 décembre 2022, l’escadron d’hélicoptères 01.044 Solenzara devient le parrain de la 75e promotion des Classes de l’Air, constituée des élèves de CPGE de l’École des Pupilles de l’Air.

## Traditions
L'insigne de l'EH 1/44 comporte la silhouette de la Corse sur laquelle figure un dauphin chevauché par un pilote (qui illustre la mission de sauvetage de l'unité) et une croix rouge placée sur le dauphin, symbolisant sa mission d'évacuation sanitaire. L'insigne a été homologué le 17 février 1967 sous la référence A 957.
L'unité est organisée en trois escadrilles :
- 1re escadrille : traditions de l'Escadrille aérienne de recherche et de sauvetage 99 (EARS 99), insigne homologué le 1er décembre 1956 sous la référence A 694 depuis le 25 octobre 2014[3],
- 2e escadrille : traditions de l'Escadron d'hélicoptères 2/67 "Valmy", insigne homologué le 6 juillet 1965 sous la référence A 622.
- Une escadrille de transition opérationnelle "Puma" qui a repris les traditions de l'escadrille V 571 "Tête de tigre".